# Talaván
Talaván település Spanyolországban, Cáceres tartományban. Talaván Cáceres, Santiago del Campo, Hinojal, Casas de Millán, Monroy, Serradilla és Trujillo községekkel határos. Lakosainak száma 769 fő (2024).

## Népesség
A település népessége az elmúlt években az alábbi módon változott:
| Lakosok száma | 1001 | 928  | 925  | 923  | 915  | 919  | 866  | 814  | 796  | 769  |
|               | 2001 | 2004 | 2006 | 2009 | 2011 | 2014 | 2016 | 2019 | 2021 | 2024 |